# دامو سوزوکی
کنجی سوزوکی (ژاپنی: 鈴木健二 Suzuki Kenji) مشهور به دامو سوزوکی (ژاپنی: ダモ鈴木 Damo Suzuki) خواننده و موسیقی‌دان ژاپنی شهروند آلمان است که به عنوان خوانندهٔ سابق گروه راک تجربی و کراوت‌راکِ کن شناخته می‌شود.